# باشگاه فوتبال توفاگورتس
باشگاه فوتبال توفاگورتس (ارمنی: Ֆուտբոլային Ակումբ „Տուֆգործ“ Արթիկ؛ انگلیسی: FC Tufagorts) یک باشگاه فوتبال در شهر آرتیک و در کشور ارمنستان می‌باشد که در لیگ دسته اول فوتبال ارمنستان بازی می‌کرد. زمین خانگی این باشگاه ورزشگاه شهر آرتیک بود. 

## تاریخچه
این باشگاه در سال ۱۹۹۵ میلادی منحل شد و در حال حاضر در سطح فوتبال حرفه‌ای فعالیتی ندارد.

## آمار لیگ
| ارمنستان (۱۹۹۲ – ۱۹۹۴) |                       |     |      |     |       |      |        |          |      |        |      |
| فصل                    | دسته                  | سطح | بازی | برد | تساوی | باخت | گل زده | گل خورده | +/-  | امتیاز | مکان |
| ۱۹۹۲                   | لیگ دسته اول          | ۲   | ۲۶   | ۸   | ۵     | ۱۳   | ۴۱     | ۵۹       | -۱۸  | ۲۱     | ۱۷.  |
| ۱۹۹۳                   | لیگ دسته اول - گروه B | ۲   | ۲۰   | ۵   | ۲     | ۱۳   | ۲۸     | ۶۳       | -۳۵  | ۱۲     | ۱۰.  |
| ۱۹۹۴                   | لیگ دسته اول          | ۲   | ۱۸   | ۳   | ۳     | ۱۲   | ۲۳     | ۷۰       | -۱۴۷ | ۹      | ۹.   |